# Markus Zusak

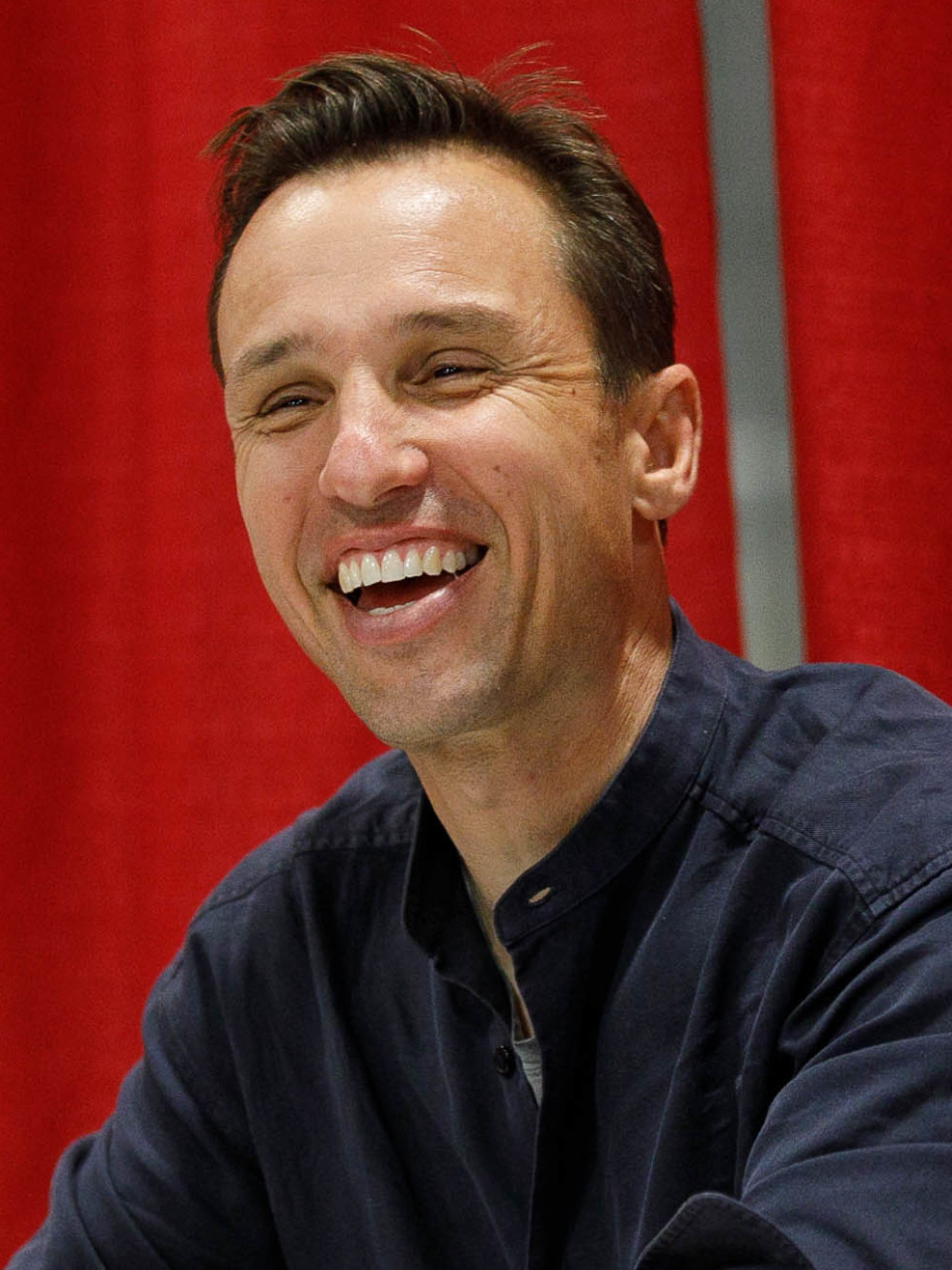
Markus Zusak in 2019

Markus Zusak (Sydney, 23 juni 1975) is een Australische schrijver. Hij is de zoon van een Oostenrijkse vader en een Duitse moeder. Hij is de jongste van vier kinderen.
In het Nederlands zijn vier boeken van Zusak gepubliceerd: De underdog, De vechter, De boekendief en De boodschapper.
De boekendief (het Engelstalige origineel verscheen in 2005) is inmiddels in meer dan dertig landen uitgegeven en in 2013 verfilmd met de originele titel The Book Thief.
Zusak woont in Sydney, is getrouwd en heeft een dochter.

## Jeugd
In een interview met de Sydney Morning Herald vertelt Zusak hoe hij opgroeide met de verhalen die verteld werden over het Duitsland tijdens de Tweede Wereldoorlog, de bombardementen op München en over de joden die door het kleine Duitse stadje waar zijn moeder woonde, richting concentratiekamp marcheerden. Deze verhalen inspireerden hem tot het schrijven van De boekendief.
Even was het de bedoeling dat Zusak huisschilder zou worden, net als zijn vader, maar hij was al snel van mening dat hij daar geen talent voor had. Nadat hij De oude man en de zee van Ernest Hemingway en What's Eating Gilbert Grape had gelezen, raakte hij zo geïnspireerd en bevlogen van het idee om schrijver te worden dat hij zich daar verder op gericht heeft. Het duurde echter nog zeven jaar voordat zijn eerste werk zou worden gepubliceerd.

## Prijzen
- The Book Thief
  - 2009 Deutscher Jugendliteraturpreis
  - 2008 Ena Noel Award - the IBBY Australia Ena Noël Encouragement Award for Children's Literature[3]
  - 2007 Michael L. Printz Honor book  by the Young Adult Library Services Association 
  - 2006 Kathleen Mitchell Award 2006 (literature)[4]
- I Am the Messenger
  - 2007 Deutscher Jugendliteraturpreis
  - 2006 Michael L. Printz Award Honor book[5]
  - 2006 Bulletin Blue Ribbon Book
  - 2005 Publishers Weekly Best Books of the Year-Children
  - 2003 Children’s Book Council of Australia Book of the Year Award

## Bestseller 60
| Boeken met noteringen in de Nederlandse Bestseller 60 | Jaar van verschijnen | Datum van binnenkomst | Hoogste positie | Aantal weken | Opmerkingen |
| ----------------------------------------------------- | -------------------- | --------------------- | --------------- | ------------ | ----------- |
| De boekendief                                         | 2013                 | 23-03-2013            | 6               | 25           |             |